# Iryna Kyrylina
Iryna Iakivna Kyrylina (ukrainien : Ірина Яківна Кириліна), née le 25 mars 1953 à Dresde et morte le 4 septembre 2017 à Kiev, est une compositrice ukrainienne.

## Biographie
Elle nait à Dresde, en Allemagne, le 25 mars 1953. Elle étudie avec Roman Verechtchahine (uk) à l'Institut de musique R.-M.-Glière de Kiev (en), et avec Mykola Dremliouha (uk) au Conservatoire de Kiev. Elle obtient son diplôme en 1977.
Après avoir terminé ses études, elle enseigne dans une école de musique de Kiev et dirige des chœurs d'enfants. À partir de 1982, elle travaille comme compositrice à plein temps,.

## Œuvres
Kyrylina a été parmi les premières Ukrainiennes à composer des cycles de chansons pour voix et orchestre. Elle écrit également de la musique de scène, incorporant souvent des chansons ukrainiennes dans ses compositions.
- Cantate de chambre n°1 'Iz zviozdnogo kovcha' (M. Tsvetaïeva), soprano, orchestre de chambre, 1977
- Sonate, violon, piano, 1980
- Cantate de chambre n°3 'Znaki pamiati' (N. Tourbina), soprano, orchestre de chambre, 1986
- Sinfonietta, 13 cordes, 1987
- Cantate de chambre n°4 'Memoria' (A. Akhmatova), soprano, orchestre de chambre, 1988
- 3 portreta (mono-op, L. Kostenko), Mezzo-soprano, orchestre de chambre, 1988
- Cantate de chambre n°5 'Molitva' (textes canoniques), Soprano, chœur, orchestre, 1989
- Bagatelles, pianoforte, 1990
- Quatuor de saxophones, 1990
- Raspad (Désintégration), symphonie de chambre, 1991
- Cantate de chambre n° 6 « Kouznetchik » (La sauterelle) (V. Khlebnikov), soprano, clarinette, violon, pianoforte, 1992
- Rozmyte batchene (Ce que j'ai vu a été emporté) (cantate, P. Movtchan), chœur d'enfants, chœur d'hommes, orgue, 1993 [3]

## Prix
- Prix républicain Nikolaï-Ostrovski du Komsomol (ru) (1988)
- Artiste émérite d'Ukraine (1999)
- Prix du président ukrainien (1999)
- Premier Prix au Concours international de spectacle de marionnettes (1988)
- Prix du Festival international des enfants (1993–1997)
- Chanson de l'année du festival de la radio panukrainienne (1998–2001)